# EGP-6
EGP-6 är en sovjetisk grafitmodererad lättvattenreaktor. Reaktorn är en nerskalad version av RBMK-reaktorn. EGP är en rysk akronym men översatt till engelska står för Power Heterogenous Loop reactor. Reaktorn ger upp till 62 MW termisk effekt och upp till 12 MW elektricitet. Reaktortypen används även för att producera fjärrvärme. Den är världens minsta kommersiella kärnreaktor i drift, men mindre reaktorer är för närvarande (2023) under utveckling. EGP-6-reaktorerna är de enda reaktorerna som byggts på permafrost. 
Det har uppförts bara fyra EGP-6-reaktorer, alla vid Bilibino kärnkraftvärmeverk och togs i drift 1974-1977, med en ny reaktor varje år. Reaktorernas uppgift var att förse Bilibino med försörjning av elektricitet, uppvärmt vatten och ånga. Bilibinos befolkning är för närvarande cirka 5 900 (2015) och en stor majoritet av dess medborgare är anknutna till anläggningen. Anläggningskonstruktionen utvecklades av Ural Division av Teploelektroproekt tillsammans med Izhorskiye Zavody och FEI i Obninsk. Varje EGP-6-reaktor i Bilibino producerar 62 MW termisk effekt, vilket genererar 12 MW elektrisk effekt (11 MW nettokapacitet).
Sedan 2020 är kraftverket redo för avveckling och väntar på att ersättas av Akademik Lomonosovs flytande kärnkraftverk, som startade reguljär drift i maj 2020. Anledningen till att reaktorerna avvecklades är att Akademik Lomonosov kan försörja Bilibinos kraftnät trots att det är beläget cirka 200 km från staden. Den första EGP-6-reaktorn stängdes i december 2018, och de övriga 3 EGP-6-reaktorerna var planerade att följa i december 2021, men ett beslut fattades 2020 att förnya licensen för en av de tre reaktorerna till december 2025.

## Avveckling av använt bränsle
Omhändertagandet av använt kärnbränsle från EGP-6-reaktorerna var besvärligt, på grund av Bilibinos kärnkraftverks avlägsna läge. Sosny R&D Company fick tillgång till det använda bränslet som producerats av reaktorerna 2010 och började se över optimala strategier för inneslutning av kärnavfallsprodukterna. Använt bränsle förvarades ofta i reaktorkylningsbassänger eller torra lagringsbassänger när de var utbrända. Företaget Sosny utförde noggrann forskning om hur man ekonomiskt och säkert kunde flytta det använda bränslet från kärnkraftverket till en slutförvaring. Den optimala lösningen som utvecklades, använde fjärrstyrda robotarmar för att försiktigt skära upp det använda bränslet och kapsla in bitarna i transportbehållare. Ny transportinfrastruktur utformades specifikt för att ta bort bränslet från reaktorns avlägsna läge till Rysslands fastland.